# Cantone di Castries
Il Cantone di Castries era una divisione amministrativa dell'arrondissement di Montpellier.
A seguito della riforma approvata con decreto del 26 febbraio 2014, che ha avuto attuazione dopo le elezioni dipartimentali del 2015, è stato soppresso.

## Composizione
Comprendeva i comuni di:
- Assas
- Baillargues
- Beaulieu
- Buzignargues
- Castries
- Galargues
- Guzargues
- Jacou
- Montaud
- Restinclières
- Saint-Brès
- Saint-Drézéry
- Saint-Geniès-des-Mourgues
- Saint-Hilaire-de-Beauvoir
- Saint-Jean-de-Cornies
- Sussargues
- Teyran
- Vendargues